# Ґодлево-Ґожеєво
Ґодлево-Ґожеєво (пол. Godlewo-Gorzejewo) — село в Польщі, у гміні Анджеєво Островського повіту Мазовецького воєводства.
Населення — 32 особи (2011).
У 1975-1998 роках село належало до Ломжинського воєводства.

## Демографія
Демографічна структура станом на 31 березня 2011 року:
|          | Загалом | Допрацездатний вік | Працездатний вік | Постпрацездатний вік |
| -------- | ------- | ------------------ | ---------------- | -------------------- |
| Чоловіки | 15      | 0                  | 7                | 8                    |
| Жінки    | 17      | 3                  | 7                | 7                    |
| Разом    | 32      | 3                  | 14               | 15                   |